# Temporada 1999-2000 de los Phoenix Suns
La temporada 1999-2000 fue la trigesimosegunda de los Phoenix Suns en la NBA. La temporada regular acabó con 53 victorias y 29 derrotas, ocupando el cuarto puesto de la Conferencia Oeste, clasificándose para los playoffs en los que cayeron en semifinales de conferencia ante Los Angeles Lakers.

## Elecciones en elDraft
| Ronda | Puesto | Jugador      | Posición | Nacionalidad   | Universidad/Club |
| ----- | ------ | ------------ | -------- | -------------- | ---------------- |
| 1     | 9      | Shawn Marion | Alero    | Estados Unidos | UNLV             |

## Temporada regular
| División Pacífico        | División Pacífico | División Pacífico | División Pacífico | División Pacífico | División Pacífico | División Pacífico | División Pacífico | División Pacífico |
| Equipo                   | G                 | P                 | %                 | PD                | Casa              | Fuera             | Div               |                   |
| ------------------------ | ----------------- | ----------------- | ----------------- | ----------------- | ----------------- | ----------------- | ----------------- | ----------------- |
| y-Los Angeles Lakers     | 67                | 15                | .817              | –                 | 36–5              | 31–10             | 20–4              |                   |
| x-Portland Trail Blazers | 59                | 23                | .720              | 8                 | 30–11             | 29–12             | 21–3              |                   |
| x-Phoenix Suns           | 53                | 29                | .646              | 14                | 32–9              | 21–20             | 15–9              |                   |
| x-Seattle SuperSonics    | 45                | 37                | .549              | 22                | 24–17             | 21–20             | 12–12             |                   |
| x-Sacramento Kings       | 44                | 38                | .537              | 23                | 30–11             | 14–27             | 9–15              |                   |
| Golden State Warriors    | 19                | 63                | .232              | 48                | 12–29             | 7–34              | 2–22              |                   |
| Los Angeles Clippers     | 15                | 67                | .183              | 52                | 10–31             | 5–36              | 5–19              |                   |

## Playoffs

### Primera ronda
San Antonio Spurs vs. Phoenix Suns
| Fecha       | Partido                                | Ciudad      |
| ----------- | -------------------------------------- | ----------- |
| 22 de abril | San Antonio Spurs 70, Phoenix Suns 72  | San Antonio |
| 25 de abril | San Antonio Spurs 85, Phoenix Suns 70  | San Antonio |
| 29 de abril | Phoenix Suns 101, San Antonio Spurs 94 | Phoenix     |
| 2 de mayo   | Phoenix Suns 89, San Antonio Spurs 78  | Phoenix     |
|             | Phoenix Suns gana las series 3-1       |             |

### Semifinales de Conferencia
Los Angeles Lakers vs. Phoenix Suns
| Fecha      | Partido                                 | Ciudad    |
| ---------- | --------------------------------------- | --------- |
| 7 de mayo  | Los Angeles Lakers 105, Phoenix Suns 77 | Inglewood |
| 10 de mayo | Los Angeles Lakers 97, Phoenix Suns 96  | Inglewood |
| 12 de mayo | Phoenix Suns 99, Los Angeles Lakers 105 | Phoenix   |
| 14 de mayo | Phoenix Suns 117, Los Angeles Lakers 98 | Phoenix   |
| 17 de mayo | Los Angeles Lakers 87, Phoenix Suns 65  | Inglewood |
|            | Los Angeles Lakers gana las series 4-1  |           |

## Estadísticas

### Temporada regular
| Jugador           | PJ | PT | MPP  | %TC   | 3P%    | %TL    | RPP | APP  | ROB | TPP | PPP  |
| ----------------- | -- | -- | ---- | ----- | ------ | ------ | --- | ---- | --- | --- | ---- |
| Toby Bailey       | 46 | 2  | 9.8  | .414  | .200   | .692   | 1.6 | 0.7  | .3  | .1  | 3.5  |
| Corie Blount      | 38 | 1  | 11.7 | .494† | .000   | .576   | 3.0 | 0.3  | .4  | .2  | 2.8  |
| Rex Chapman       | 53 | 19 | 18.1 | .388  | .333   | .756   | 1.5 | 1.2  | .4  | .0  | 6.6  |
| Ben Davis         | 5  | 0  | 4.4  | .333  | .      | .      | 1.8 | .4   | .2  | .2  | 0.8  |
| Todd Day          | 58 | 1  | 16.2 | .394  | .388   | .667   | 2.2 | 1.1  | .8  | .4  | 6.8  |
| Tom Gugliotta     | 54 | 54 | 32.7 | .481  | .125   | .775   | 7.9 | 2.3  | 1.5 | .6  | 13.7 |
| Penny Hardaway    | 60 | 60 | 37.6 | .474  | .324   | .790   | 5.8 | 5.3  | 1.6 | .6  | 16.9 |
| Kevin Johnson     | 6  | 0  | 18.8 | .571† | 1.000^ | 1.000# | 2.7 | 4.0  | .3  | .0  | 6.7  |
| Jason Kidd        | 67 | 67 | 39.0 | .409  | .337   | .829#  | 7.2 | 10.1 | 2.0 | .4  | 14.3 |
| Randy Livingston  | 79 | 15 | 13.7 | .416  | .345   | .839#  | 1.6 | 2.2  | .6  | .2  | 4.8  |
| Luc Longley       | 72 | 68 | 19.7 | .466  | .      | .825   | 4.5 | 1.1  | .3  | .6  | 6.3  |
| Don MacLean       | 16 | 0  | 8.9  | .367  | .333   | .667   | 1.4 | 0.5  | .1  | .1  | 2.6  |
| Shawn Marion      | 51 | 38 | 24.7 | .471  | .182   | .847#  | 6.5 | 1.4  | .7  | 1.0 | 10.2 |
| Oliver Miller     | 51 | 9  | 21.3 | .588† | .      | .671   | 5.1 | 1.3  | .8  | 1.6 | 6.3  |
| Clifford Robinson | 80 | 67 | 35.5 | .464  | .370   | .782   | 4.5 | 2.8  | 1.1 | .8  | 18.5 |
| Rodney Rogers     | 82 | 7  | 27.9 | .486† | .439^  | .639   | 5.5 | 2.1  | 1.1 | .6  | 13.8 |
| Mark West         | 22 | 2  | 5.8  | .417  | .      | .625   | 1.4 | 0.1  | .1  | .2  | 0.7  |

† – Mínimo 300 tiros de campo.

^ – Mínimo 55 triples.

# – Mínimo 125 tiros libres.

### Playoffs
| Jugador           | PJ | PT | MPP  | %TC   | 3P%  | %TL   | RPP | APP | ROB | TPP | PPP  |
| ----------------- | -- | -- | ---- | ----- | ---- | ----- | --- | --- | --- | --- | ---- |
| Toby Bailey       | 5  | 0  | 3.0  | .250  | .    | .500  | 0.4 | 0.4 | .0  | .0  | 0.8  |
| Corie Blount      | 9  | 0  | 18.0 | .548† | .    | .556  | 6.2 | 0.3 | .7  | .7  | 4.9  |
| Todd Day          | 9  | 0  | 11.1 | .457  | .313 | .500  | 1.1 | 0.4 | .4  | .1  | 4.7  |
| Penny Hardaway    | 9  | 9  | 42.9 | .462† | .263 | .710  | 4.9 | 5.7 | 1.6 | 1.0 | 20.3 |
| Kevin Johnson     | 9  | 0  | 14.3 | .324  | .000 | .833^ | 1.4 | 2.6 | .3  | .1  | 3.2  |
| Jason Kidd        | 6  | 6  | 38.2 | .400  | .364 | .778^ | 6.7 | 8.8 | 1.8 | .2  | 9.8  |
| Randy Livingston  | 7  | 3  | 9.0  | .222  | .333 | .     | 1.0 | 0.6 | .6  | .1  | 2.0  |
| Luc Longley       | 9  | 9  | 18.0 | .353  | .    | .667  | 3.3 | 0.9 | .4  | .4  | 4.2  |
| Shawn Marion      | 9  | 9  | 31.2 | .419  | .167 | .818^ | 8.8 | 0.8 | .7  | 1.6 | 9.1  |
| Oliver Miller     | 7  | 0  | 5.3  | .222  | .000 | .500  | 1.1 | 0.1 | .0  | .3  | 0.9  |
| Clifford Robinson | 9  | 9  | 37.0 | .386  | .325 | .733  | 6.0 | 2.1 | 1.2 | .8  | 17.6 |
| Rodney Rogers     | 9  | 0  | 29.2 | .417  | .222 | .742^ | 6.8 | 1.6 | 1.1 | 1.1 | 14.1 |

† – Mínimo 20 tiros de campo.

^ – Mínimo 10 tiros libres.

## Galardones y récords
| Jugador           | Galardón                                                             |
| Jason Kidd        | Mejor quinteto de la NBA Mejor quinteto defensivo de la NBA All-Star |
| Rodney Rogers     | Mejor Sexto Hombre de la NBA                                         |
| Clifford Robinson | 2.º Mejor quinteto defensivo de la NBA                               |
| Shawn Marion      | 2.º Mejor quinteto de rookies de la NBA                              |